# Laelius femoralis
Laelius femoralis är en stekelart som beskrevs av Förster 1860. Laelius femoralis ingår i släktet Laelius, och familjen dvärggaddsteklar. Arten är reproducerande i Sverige.